# Mohammad Mehdi Tehranchi
Mohammad Mehdi Tehranchi, né le 21 mars 1965 à Téhéran (Iran pahlavi), et mort le 13 juin 2025, est un physicien théoricien et scientifique nucléaire iranien.

## Biographie

### Carrière
Professeur à l'Institut de recherche sur le laser et le plasma et au Département de physique de l'Université Shahid Beheshti, membre du conseil d'administration et président de l'Université islamique Azad, Mohammad Mehdi Tehranchi est recteur des deux branches de l'Université islamique Azad (dans le centre de Téhéran et la province de Téhéran) et de l'Université Shahid Beheshti,.

### Mort
Mohammad Mehdi Tehranch est tué le 13 juin 2025 lors des bombardements israéliens sur l'Iran,,. Son immeuble a été frappé par un missile israélien, tuant au moins douze personnes.